# Quick Lane Bowl 2019
Match précédent Match suivant

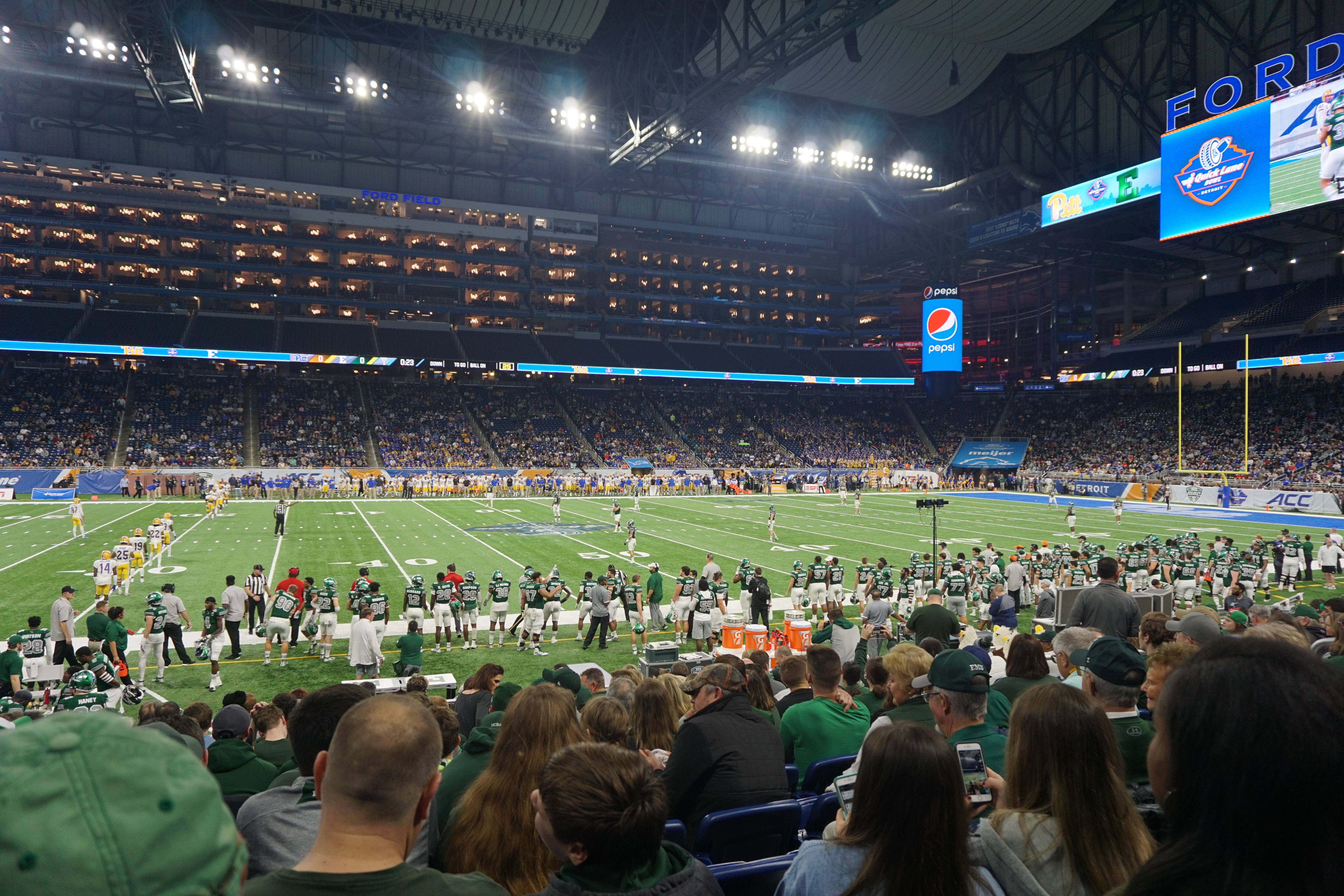
Coup d'envoi du match.

Le Quick Lane Bowl 2019 est un match de football américain de niveau universitaire joué après la saison régulière de 2019, le 26 décembre 2019 au Ford Field de Détroit dans l'État du Michigan aux États-Unis.
Il s'agit de la 6e édition du Quick Lane Bowl.
Le match met en présence l'équipe des Panthers de Pittsburgh issue de la Atlantic Coast Conference et l'équipe des Eagles d'Eastern Michigan issue de la Mid-American Conference.
Il débute à 20 heures locales et est retransmis à la télévision par ESPN.
Pittsburgh gagne le match sur le score de 34 à 30.

## Présentation du match
| Équipes                                                                                      | Conférences | Entraîneurs          | Stats. saison rég. | Classements avant le bowl | Classements avant le bowl | Classements avant le bowl |
| -------------------------------------------------------------------------------------------- | ----------- | -------------------- | ------------------ | ------------------------- | ------------------------- | ------------------------- |
| Équipes                                                                                      | Conférences | Entraîneurs          | Stats. saison rég. | CFP                       | AP                        | Coaches                   |
| Panthers de Pittsburgh                                                                       | ACC         | Pat Narduzzi (en)    | 7 - 5              | NC                        | NC                        | NC                        |
| Eagles d'Eastern Michigan                                                                    | MAC         | Chris Creighton (en) | 6 - 6              | NC                        | NC                        | NC                        |
| Arbitre : à déterminer Équipe donnée favorite par les bookmakers : Pittsburgh par 11½ points |             |                      |                    |                           |                           |                           |

Il s'agit de la 3e rencontre entre ces deux équipes, Pittsburgh ayant remporté les deux premières :
| Saison | Date               | Vainqueur  | Score   | Perdant          | Compétition                                 |
| ------ | ------------------ | ---------- | ------- | ---------------- | ------------------------------------------- |
| 2007   | 1er septembre 2007 | Pittsburgh | 30 - 27 | Eastern Michigan | Saison régulière - Pittsburgh, Pennsylvanie |
| 1995   | 9 septembre 1995   | Pittsburgh | 30 - 66 | Eastern Michigan | Saison régulière - Pittsburgh, Pennsylvanie |

### Panthers de Pittsburgh
Avec un bilan global en saison régulière de 7 victoires et 5 défaites (4-4 en matchs de conférence), Pittsburgh est éligible et accepte l'invitation pour participer au Quick Lane Bowl de 2019.
Ils terminent 3e de la Coastal Division de la Atlantic Coast Conference à égalité avec Miami et North Carolina et derrière Virginia et Virginia Tech. À l'issue de la saison 2019, ils n'apparaissent pas dans les classements CFP, AP et Coaches.
C'est leur première apparition au Quick Lane Bowl.
| Postes      | Joueurs        | Statistiques                                                      |
| ----------- | -------------- | ----------------------------------------------------------------- |
| Quarterback | Kenny Pickett  | 262/430 passes réussies pour 2 737 yards, 10 TDs, 9 interceptions |
| Coureur     | A.J. Davis     | 126 courses pour 532 yards nets gagnés et 4 TDs                   |
| Receveur    | Taysir Mack 62 | 62 réceptions pour 711 yards et 2 TDs                             |

### Eagles d'Eastern Michigan
Avec un bilan global en saison régulière de 6 victoires et 6 défaites (3-5 en matchs de conférence), Eastern Michigan est éligible et accepte l'invitation pour participer au Quick Lane Bowl de 2019.
Ils terminent derniers de la West Division de la Mid-American Conference à égalité avec Toledo. À l'issue de la saison 2019, ils n'apparaissent pas dans les classements CFP, AP et Coaches.
C'est leur première apparition au Quick Lane Bowl.
| Postes      | Joueurs            | Statistiques                                                       |
| ----------- | ------------------ | ------------------------------------------------------------------ |
| Quarterback | Mike Glass III     | 238/351 passes réussies pour 2 858 yards, 22 TDs, 10 interceptions |
| Coureur     | Shaq Vann          | 136 courses pour 667 yards nets gagnés et 8 TDs                    |
| Receveur    | Arthur Jackson III | 39 réceptions pour 679 yards et 6 TDs                              |

## Résumé du match
Début du match à  20 h 05, fin à  11 h 46 pour une durée totale de jeu de 03 h 41 min.
Températures de 21 °C, joué en indoors.
| QT            | Temps         | Drive         | Drive         | Drive         | Équipe        | Description de l'action | Score | Score |
| ------------- | ------------- | ------------- | ------------- | ------------- | ------------- | --- | ----- | ----- |
| QT            | Temps         | Jeux          | Yards         | TDP           | Équipe        | Description de l'action | PIT   | EMU   |
| 1             | 10:04         | 14            | 57            | 04:56         | EMU           | FG de 35 yards par K Chad Ryland | 0     | 3     |
| 1             | 06:46         | 5             | 59            | 02:00         | EMU           | TD à la suite d'une course de 3 yards par QB Mike Glass III + 1 point de conversion par K Chad Ryland                                       | 0     | 10    |
| 2             | 13:46         | 9             | 43            | 03:25         | PITT          | FG de 44 yards par K Alex Kessman 44 yard field goal                                                                                        | 3     | 10    |
| 2             | 11:57         | 1             | 96            | 00:16         | PITT          | TD de 96 yards par WR Maurice Ffrench à la suite d'une passe de QB Kenny Pickett + 1 point de conversion par K Alex Kessman                 | 10    | 10    |
| 2             | 10:04         | 4             | 78            | 01:53         | EMU           | TD de 50 yards par WR Quian Williams à la suite d'une réception de passe de QB Mike Glass III + 1 point de conversion par K Chad Ryland     | 10    | 17    |
| 2             | 06:20         | 8             | 75            | 03:44         | PITT          | TD à la suite d'une course de 8 yards par RB Vincent Davis + 1 point de conversion par K Alex Kessman                                       | 17    | 17    |
| 2             | 01:32         | 9             | 48            | 04:48         | EMU           | FG de 45 yards par K Chad Ryland | 17    | 20    |
| 3             | 04:16         | 4             | 4             | 02:11         | PITT          | G de 51 yards par K Alex Kessman | 20    | 20    |
| 4             | 10:45         | 11            | 63            | 05:39         | EMU           | TD de 10 yards par WR Arthur Jackson III à la suite d'une réception de passe de QB Mike Glass III + 1 point de conversion par K Chad Ryland | 20    | 27    |
| 4             | 08:22         | 6             | 75            | 02:16         | PITT          | TD de 19 yards par WR Jared Wayne à la suite d'une réception de passe de QB Kenny Pickett + 1 point de conversion par K Alex Kessman        | 27    | 27    |
| 4             | 06:00         | 9             | 44            | 02:22         | EMU           | FG de 48 yards par K Chad Ryland | 27    | 30    |
| 4             | 00:47         | 10            | 91            | 01:56         | PITT          | TD de 25 yards par WR Taysir Mack à la suite d'une réception de passe de QB Kenny Pickett + 1 point de conversion par K Alex Kessman        | 34    | 30    |
| Score final : | Score final : | Score final : | Score final : | Score final : | Score final : | Score final : | 34    | 30    |

## Statistiques
| Nom           | Poste | Équipe     |
| ------------- | ----- | ---------- |
| Kenny Pickett | QB    | Pittsburgh |

| Statistiques                           | Panthers de Pittsburgh                                 | Eagles d'Eastern Michigan                               |
| -------------------------------------- | ------------------------------------------------------ | ------------------------------------------------------- |
| 1er down                               | 22                                                     | 27                                                      |
| 1er down à la course                   | 5                                                      | 9                                                       |
| 1er down à la passe                    | 16                                                     | 16                                                      |
| 1er down suite pénalité                | 1                                                      | 2                                                       |
| Conversion de 3e down                  | 6/14                                                   | 9/18                                                    |
| Conversion de 4e down                  | 0/0                                                    | 0/1                                                     |
| Jeux–yards                             | 68 jeux pour 457 yards                                 | 87 jeux pour 438 yards                                  |
| Yards à la course                      | 29 courses pour 96 yards (moyenne de 3,3 yards/course) | 36 courses pour 127 yards (moyenne de 3,5 yards/course) |
| Yards à la passe                       | 361                                                    | 311                                                     |
| Passes : Réussies-Tentées-Interceptées | 27/39 passes complétées, 0 interception                | 28/51 passes complétées, 1 interception                 |
| Réussite en zone rouge/chances         | 2/2                                                    | 3/4                                                     |
| TD                                     | 4                                                      | 3                                                       |
| Field Goals                            | 2/3                                                    | 3/3                                                     |
| Sacks (Nombre-Yards)                   | 2 pour 13 yards adverses perdus                        | 2 pour 27 yards adverses perdus                         |
| Fumbles (Nombre/Perdus)                | 3/1                                                    | 0/0                                                     |
| Pénalités (Nombre/Yards perdus)        | 4 pour 36 yards perdus                                 | 3 pour 40 yards perdus                                  |
| Temps de possession                    | 25:51                                                  | 34:09                                                   |

| Panthers de Pittsburgh    |                |                                                                                                  |
| Quarterback               | Kenny Pickett  | 27/39 passes complétées, 361 yards, 0 interception, 3 TDs, 2 sacks subis, évaluation QB de 172,4 |
| Meilleur coureur          | Vincent Davis  | 15 courses pour 69 yards nets gagnés, 1 TD, moyenne de 4,6 yards/course                          |
| Meilleur receveur         | Vincent Davis  | 12/14 réceptions pour 165 yards gagnés, 1 TD                                                     |
| Meilleur tackler          | Hamlin Damar   | 13 tacles dont 11 en solo, ½ TFL 1 interception                                                  |
| Eagles d'Eastern Michigan |                |                                                                                                  |
| Quarterback               | Glass Mike     | 28/50 passes complétées, 311 yards, 1 interception, 2 TDs, 2 sacks subis, évaluation QB de 117,4 |
| Meilleur coureur          | Glass Mike     | 21 courses pour 83 yards nets gagnés, 1 TD, moyenne de 4 yards/course                            |
| Meilleur receveur         | Beydoun Hassan | 9/11 réceptions pour 113 yards gagnés, 0 TD                                                      |
| Meilleur tackler          | Beltram Kobie  | 12 tacles dont 9 en solo, 1 TFL, 1 quarterback hit                                               |